# Gintaras Goda
Gintaras Goda (* 13. Juni 1965 in Labanoras, Rajongemeinde Švenčionys) ist ein litauischer Jurist, Richter und Strafprozessrechtler, seit April 2023 Gerichtspräsident des litauischen Verfassungsgerichts.

## Biographie
Gintaras Goda absolvierte 1990 mit Auszeichnung das Diplomstudium der Rechtswissenschaften an der Universität Vilnius und von 1990 bis 1991 das LL.M.-Studium mit dem deutschen Stipendium an der Goethe-Universität in Frankfurt am Main. Von 1992 bis 1995 studierte er als Aspirant an der Universität Vilnius und promovierte zum Doktor der Rechtswissenschaften. Von 1995 bis 2002 arbeitete er als wissenschaftlicher Mitarbeiter am Forschungsinstitut für Recht, als Beamte am Litauischen Justizministerium, als Berater im Litauischen Appellationshof und Rechtsabteilung der Seimas-Kanzlei, Leiter des Lehrstuhls für Strafprozessrecht und Kriminalistik und bisher als Hochschullehrer an der Universität Vilnius. Er lehrt als Dozent am Lehrstuhl für Strafjustiz das Strafprozessrecht sowie Strafprozessrecht der ausländischen Staaten (Rechtsvergleichung).
Von 2002 bis 2005 war er Richter des Litauischen Obersten Verwaltungsgerichts (LVAT). Ab 2005 Juli war er Richter der Abteilung für Strafsachen (des Strafsenats) im Litauischen Obersten Gericht (Lietuvos Aukščiausiasis Teismas). Seit 2017 ist er Richter am Konstitucinis Teismas.
Er war Mitglied der Arbeitsgruppe für die Ausarbeitung des Litauischen Strafprozessgesetzbuches (von 2002).
Gintaras Goda ist verheiratet.